# Benito Menni
Angelo Hercules Menni, conocido internacionalmente como San Benito Menni (Milán, Italia, 11 de marzo de 1841 -  Dinan, Francia, 24 de abril de 1914) fue un sacerdote hospitalario de los Hermanos de San Juan de Dios y fundador de la Congregación Hermanas Hospitalarias del Sagrado Corazón de Jesús.

## Biografía
Nació en Milán, el 11 de marzo de 1841, con el nombre de Angelo Ercole Menni. Sus padres fueron Luis Menni y Luisa Figini, y fue el quinto de quince hermanos.
Fue diferente a los jóvenes de su época. Era sobrio pero sociable en su juventud. Estudió en la Universidad de Milán y trabajó como funcionario de un banco de su ciudad.
Ingresó a la Orden Hospitalaria de San Juan de Dios en 1864, y fue ordenado sacerdote en 1867. Restauró la Orden Hospitalaria en España, y fundó en 1881 la Congregación de las Hermanas Hospitalarias del Sagrado Corazón de Jesús, junto a sus primeras discípulas, María Josefa Recio y Angustias Giménez.

## Últimos días y muerte

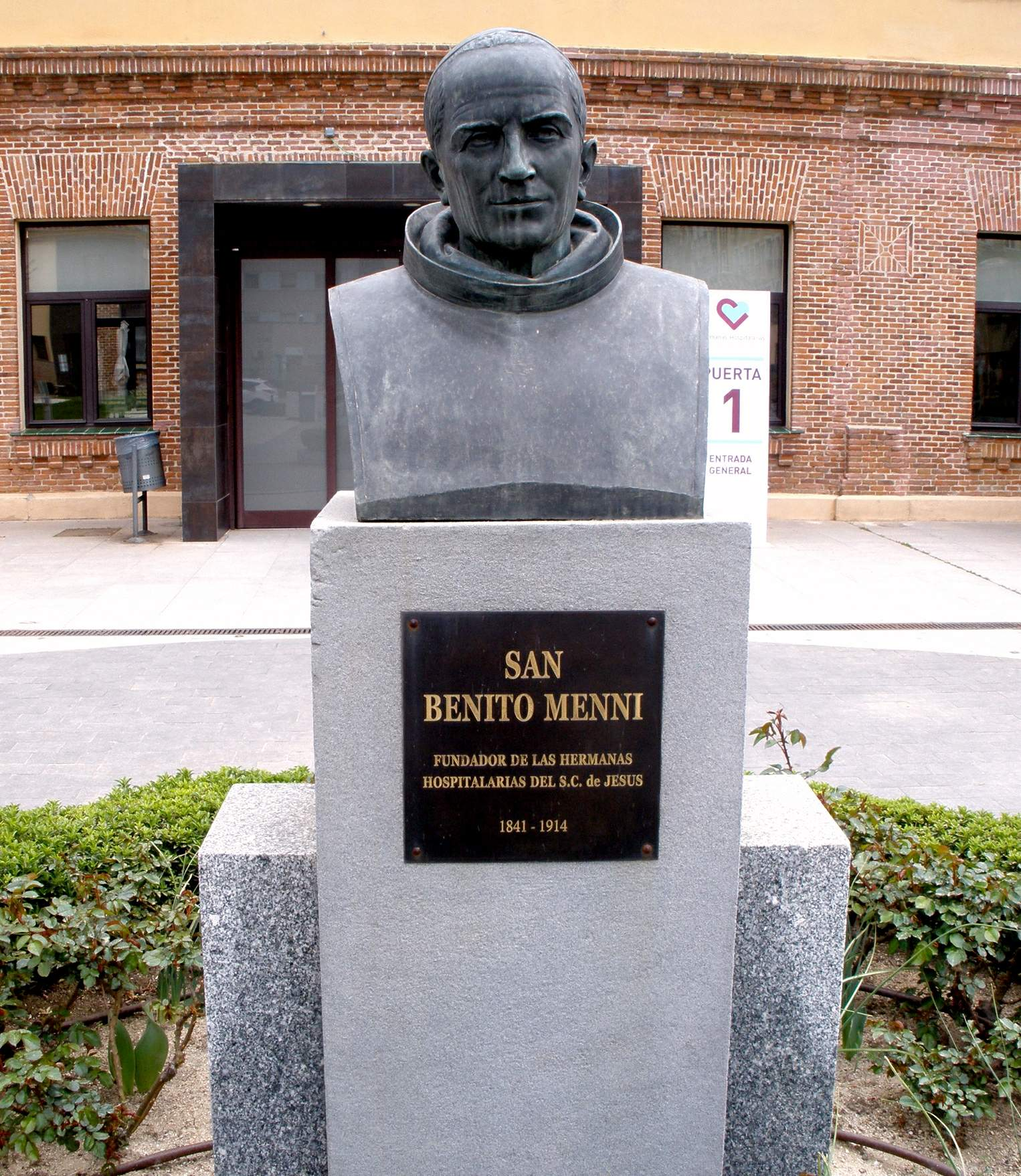
Busto dedicado al santo en el Hospital Beata María Ana de Madrid

Los últimos años del Padre Menni fueron contrastados, llenos de ingratitudes y desprecios por parte de sus novicios, que criticaron su postura severa. Murió en Dinan, Francia, el 24 de abril de 1914, a los 73 años de edad. 
Sus restos descansan en Ciempozuelos (Comunidad de Madrid, España), en el Complejo Asistencial Benito Menni de Hermanas Hospitalarias, el primer centro que fundó de las Hermanas Hospitalarias del Sagrado Corazón de Jesús.
Fue beatificado en 1984 y canonizado en 1999 por el papa Juan Pablo II.